# Tritodynamia bidentata
Tritodynamia bidentata is een krabbensoort uit de familie van de Macrophthalmidae. De wetenschappelijke naam van de soort is voor het eerst geldig gepubliceerd in 2005 door Yang & Tang.